# Sân bay quốc tế Nội Bài
Sân bay Quốc tế Nội Bài (IATA: HAN, ICAO: VVNB), tên giao dịch chính thức: Cảng hàng không Quốc tế Nội Bài, tiếng Anh: Noi Bai International Airport là cảng hàng không Quốc tế lớn nhất của miền Bắc Việt Nam, phục vụ chính cho Thủ đô Hà Nội và vùng lân cận, thay thế cho sân bay Gia Lâm cũ. Sân bay Nội Bài là trung tâm hoạt động chính cho Vietnam Airlines, VietJet Air, Pacific Airlines, Bamboo Airways và trước kia có Indochina Airlines, Air Mekong.
Sân bay Quốc tế Nội Bài thuộc huyện Sóc Sơn, cách trung tâm thủ đô Hà Nội 35 km theo tuyến đường bộ về phía Tây Bắc. Khoảng cách này đã được rút ngắn còn 27 km khi cầu Nhật Tân và tuyến đường nối đầu cầu này với Nội Bài được hoàn thành trong năm 2015, ngoài ra còn có thể đi theo Quốc lộ 3 dẫn từ cầu Chương Dương đến ngã 3 giao cắt với Quốc lộ 2 để vào sân bay. Sân bay Quốc tế Nội Bài còn nằm gần các thành phố thuộc các tỉnh lân cận như Vĩnh Yên, Phúc Yên, Bắc Ninh.
Nhà ga hành khách T1 là nhà ga sân bay đầu tiên trong nước do chính các kiến trúc sư Việt Nam thiết kế, mang đậm bản sắc dân tộc, như một cổng trời chào đón khách thập phương đến với Thủ đô và được đánh giá cao về mặt thẩm mĩ, từng đạt giải nhất kiến trúc Việt Nam năm 2002, tuy trong thực tế xây dựng chỉ thực hiện được một phần của dự án. Nhà ga hành khách T2 do Nhật Bản thiết kế và thi công, với nguồn vốn xây dựng từ nguồn vốn ODA Nhật Bản, được khánh thành vào đầu năm 2015. Sân bay có 2 tháp chỉ huy, trong đó có 1 tháp cao 90 mét. Đây là tháp chỉ huy không lưu cao nhất Đông Dương. Hiện tại đây là Sân bay lưu có lượng hành khách lớn thứ hai Việt Nam, chỉ sau Sân bay quốc tế Tân Sơn Nhất.
Sân bay do Tổng công ty cảng hàng không Việt Nam (ACV), một cơ quan của Bộ Giao thông Vận tải, quản lý.

## Lịch sử
Sân bay Quốc tế Nội Bài, nguyên là một căn cứ không quân của Không quân Nhân dân Việt Nam trong chiến tranh Việt Nam còn gọi là sân bay Đa Phúc, đã được cải tạo để phục vụ cả mục đích dân sự và quân sự.
Ngày 28 tháng 2 năm 1977, Tổng cục Hàng không dân dụng Việt Nam đã ra quyết định thành lập Sân bay Quốc tế Nội Bài ở huyện Sóc Sơn, Hà Nội. Ngày 2 tháng 1 nǎm 1978, sân bay chính thức mở cửa hoạt động và đón chuyến bay quốc tế đầu tiên hạ cánh.
Tên sân bay được đặt theo tên của làng Nội Bài, một làng thuộc tổng Ninh Bắc, huyện Kim Anh, tỉnh Phúc Yên trước kia, do phần lớn đất sân bay nằm trên địa phận làng này.
Năm 1995 nhà ga hành khách T1 được xây dựng và tới tháng 10 năm 2001 thì khánh thành.
Ngày 29 tháng 12 năm 2013, nhà ga T1 hoàn tất xây dựng thêm sảnh E và mở cửa, nối liền với sảnh A, giúp sân bay giảm tải lưu lượng hành khách.
Ngày 25 tháng 12 năm 2014, nhà khách VIP và nhà ga T2 được khánh thành. Nhà ga T2 chính thức trở thành nhà ga phục vụ các chuyến bay Quốc tế và nhà ga T1 cũ được chuyển đổi chuyên phục vụ các chuyến bay nội địa.
Ngày 4 tháng 1 năm 2015, nhà ga Quốc tế T2 được khánh thành cùng thời điểm với cầu Nhật Tân.

## Hạ tầng kỹ thuật

### Tiêu chuẩn kỹ thuật
Ngày 15 tháng 9 năm 2005, sân bay Quốc tế Nội Bài đã được tổ chức TÜV NORD CERT (Đức) trao chứng chỉ ISO 9001:2000.

### Năng lực
Đường cất hạ cánh
Sân bay có hai đường băng để cất cánh và hạ cánh cách nhau 250 m và tàu bay không thể cất hạ cánh cùng một thời điểm trên cả hai đường băng: đường 1A dài 3.200 m, đường 1B dài 3.800 m. Theo tiêu chuẩn của Tổ chức Hàng không Dân dụng Quốc tế (tên viết tắt bằng tiếng Anh là ICAO), công suất tối đa của đường hạ - cất cánh sân bay Nội Bài hiện tại chỉ đạt 10 triệu hành khách/năm.
Nhà ga T1
Khu vực nhà ga T1 có 3 sân đỗ máy bay A1, A2, A3 với tổng diện tích 165.224 m², nhà ga gồm 4 tầng và 1 tầng hầm với tổng diện tích 90.000 m² và công suất khoảng 6 triệu hành khách/năm, được trang bị đầy đủ các thiết bị phục vụ hàng không và phi hàng không.
Sân đỗ bao gồm 17 cầu ra máy bay. Cầu 3, 5, 6, 7, 8, 10, 11 được trang bị ống lồng, còn lại cầu 1, 2, 4, 9, 12, 13, 14, 15, 16, 17 là cầu cứng.
Ngày 29 tháng 12 năm 2013, sân bay Nội Bài chính thức khai trương mở cửa sảnh E nhà ga T1. Nó được kết nối với sảnh A thông qua một hành lang kín kéo dài, giúp giảm tải phần nào cho sân bay. Công trình có 5 cổng đi và 2 cổng đến, diện tích sàn tổng cộng là 23.000 m², với 3 tầng và 1 tầng lửng. Tầng 1 là tầng dành cho khách nội địa đi và đến, là khu vực đảo băng chuyền trả hành lý, cũng là nơi chuyển hành lý đi. Tầng 2 là khu nội địa, check-in, dịch vụ, phòng khách VIP. Tầng 3 là khu văn phòng kỹ thuật. Sảnh E trang bị 38 quầy làm thủ tục cho khách và có hệ thống an ninh kiểm soát. Pacific Airlines là hãng đầu tiên khai thác với 18 chuyến/ngày. Trong tương lai, sảnh E sẽ được kết nối với nhà ga T2.
Nhà ga T2

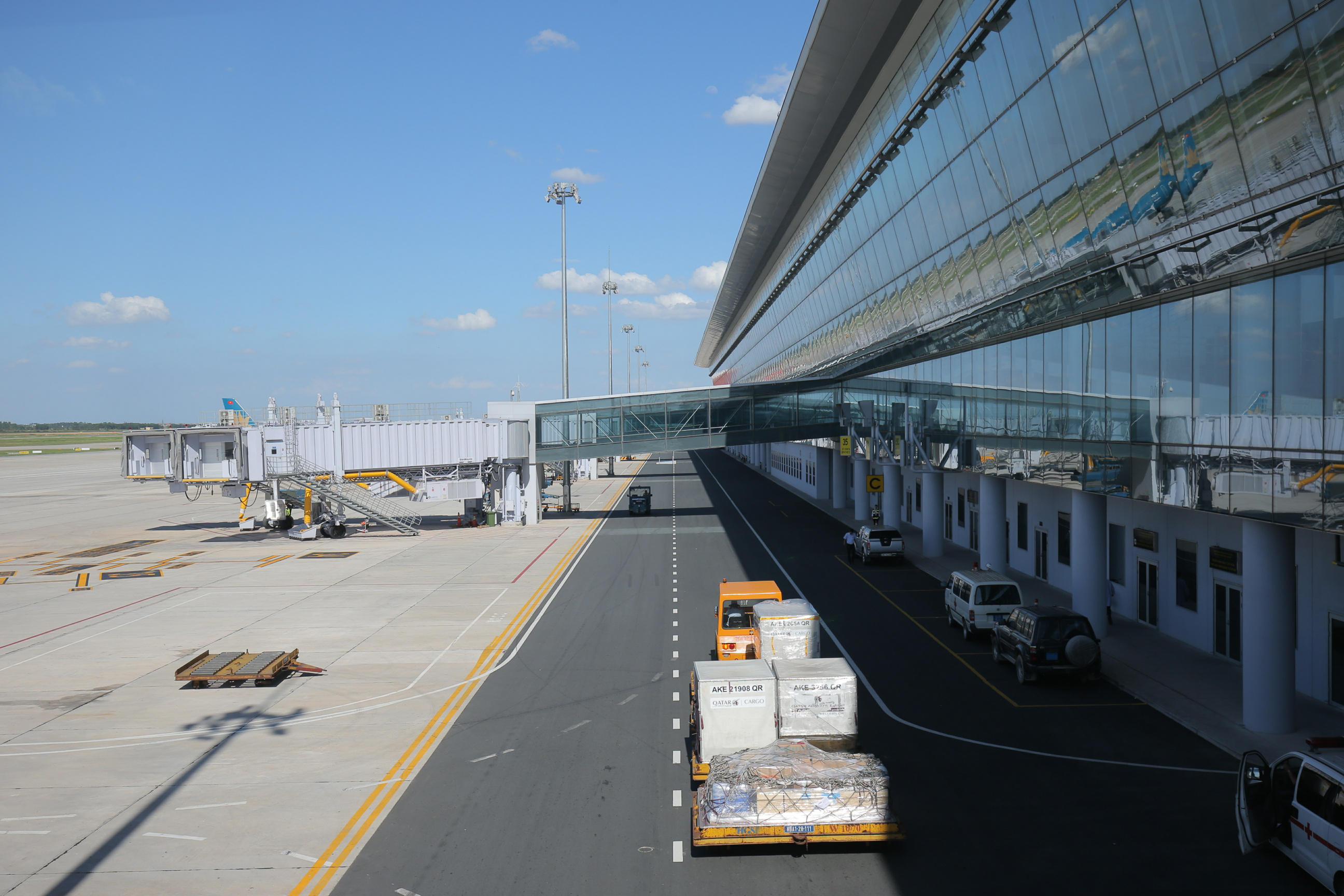
Quang cảnh bãi đỗ máy bay và ống lồng ra máy bay của nhà ga T2 sân bay Quốc tế Nội Bài.

Ngày 4 tháng 1 năm 2015, Bộ Giao thông vận tải đã khánh thành Nhà ga hành khách T2 – Cảng Hàng không quốc tế Nội Bài. Tổng mức đầu tư gần 18.000 tỷ đồng, trong đó 13.000 tỷ là vay ODA Nhật Bản, hoàn thành sau 3 năm xây dựng (04/12/2011–04/01/2015). Liên danh nhà thầu thiết kế và thi công chính là tập đoàn Taisei (Nhật Bản) và Vinaconex (Việt Nam).
Nhà ga T2 được thiết kế theo mô hình dạng cánh với ý tưởng hài hòa với thiên nhiên, tận dụng tối đa ánh sáng để tiết kiệm năng lượng, chạy dọc tuyến đường cao tốc Nội Bài – Bắc Thăng Long và nằm liền kề với nhà ga T1. Công trình tận dụng tối đa ánh sáng tự nhiên, tiết kiệm năng lượng với hệ thống thiết bị, dây chuyền công nghệ hàng không tiên tiến được đầu tư theo tiêu chuẩn quốc tế.
Kết cấu chính gồm tòa nhà trung tâm và 2 cánh. Nhà ga có 4 tầng nổi và 1 tầng hầm với diện tích mặt bằng khoảng 139.000 m², trong đó: tầng 1 dành cho hành khách quốc tế đến, tầng 2 dành cho hành khách đi (nối chuyến) và quốc tế đến, tầng 3 dành cho hành khách đi quốc tế, tầng 4 là phòng chờ hạng thương gia và khu dịch vụ thương mại, riêng tầng hầm sử dụng để vận chuyển hàng vào cách ly và hào kỹ thuật. Tổng chiều dài nhà ga là 996m, chiều dài tòa nhà chính là 180m và 2 bên cánh mỗi bên dài 408m. Chiều sâu của nhà ga là 132m, trong khi chiều rộng của cánh chỉ là 24m.
Bên trong tòa nhà chính có 96 quầy thủ tục chia thành 4 đảo thủ tục (mỗi đảo có 24 quầy), 10 Ki-ốt check-in cho hành khách tự làm thủ tục, 6 băng tải trả hành lý và 283 màn hình hiển thị thông tin được trang bị tại tất cả các vị trí cần thiết như sảnh công cộng, quầy check-in, phòng chờ, cửa ra tàu bay, băng tải trả hành lý,...
Hệ thống dẫn đỗ tàu bay của Nhà ga T2 bao gồm 18 bộ thiết bị dẫn đỗ tự động và 22 bảng vị trí đỗ tàu bay. Việc tra nạp nhiên liệu thông qua hệ thống tra nạp ngầm. Các hố van được lắp đặt ngầm trên sân đỗ. Xe truyền tiếp nhiên liệu sẽ kết nối từ hố van tra nạp lên cánh tàu bay. Nhà ga có 17 cửa ra tàu bay, với 14 cửa sử dụng cầu ống lồng và 3 cửa bằng xe bus cho tàu bay không cập cầu ống lồng. 14 cầu ống lồng đôi có thể đáp ứng 14 tàu bay lớn (code E) cùng lúc hoặc 28 tàu bay nhỏ hơn (code C).
Công suất phục vụ 10 triệu hành khách mỗi năm. Ngày cao điểm sẽ phục vụ tới 30.000 hành khách với 230 lượt cất hạ cánh. Hiện tại đây cũng là ga hành khách sân bay có chiều dài và diện tích lớn nhất Việt Nam.
Lưu lượng hành khách
Năm 2008, sân bay này đã phục vụ khoảng 8 triệu lượt khách và dự kiến đạt 20 triệu lượt hành khách vào năm 2025.
Năm 2010, Nội Bài đã phục vụ 9,5 triệu lượt hành khách, trung bình mỗi ngày có 230 lượt chuyến cất hạ cánh, so với mức 370 lượt chuyến mỗi ngày của Sân bay quốc tế Tân Sơn Nhất. Tuy nhiên, đến năm 2016, sân bay Nội Bài đã phục vụ 20 triệu lượt hành khách, và sẽ quá tải trong ba năm nữa.
Kế hoạch mở rộng
Cùng với đó, Chính phủ cũng đang lên kế hoạch mở rộng nhà ga T1 và T2 trước năm 2020, đồng thời xem xét để xây dựng thêm nhà ga T3 và T4 sau năm 2020, đưa Nội Bài trở thành một trong những trạm trung chuyển hàng không lớn nhất Đông Nam Á.
Theo quy hoạch chung đến năm 2010, nhà ga T2 có công suất là 10 triệu lượt khách mỗi năm sẽ đi vào hoạt động đưa Sân bay Quốc tế Nội Bài đạt công suất 16-25 triệu hành khách năm, (thực tế năm 2016 đã đạt 20 triệu lượt khách); có sân bay dự bị là Sân bay Quốc tế Cát Bi (Hải Phòng). Công suất toàn bộ khi nhà ga được nâng cấp sau năm 2025 là 50 triệu lượt khách mỗi năm, sau năm 2050 là 100 triệu lượt khách mỗi năm, trở thành một trong những cửa ngõ trung tâm trong khu vực Đông Nam Á và châu Á.

### Hoạt động
- Hiện có 5 hãng hàng không nội địa và 22 hãng hàng không Quốc tế đang có đường bay đến sân bay Quốc tế Nội Bài, và nhiều hãng hàng không Quốc tế cũng đang xem xét mở mạng bay đến đây như Czech Airlines, Jet Airways, Finnair cuối cùng là Air Astana.
- Phí sân bay cho các chuyến bay Quốc tế là 16 USD. Sân bay có hai đường băng song song, trong đó đường băng hướng 11L/29R dài 3.200 m rộng 45m, đường băng 11R/29R dài 3.800m rộng 45m, sân bay có thể phục vụ các chuyến bay của nhiều loại máy bay, có khả năng tiếp nhận những loại máy bay thân rộng bay tầm xa như Boeing 747, Boeing 777, Airbus A340, Airbus A330, Boeing 767, McDonnell Douglas MD-11 hay thậm chí là Airbus A380 cho đến những phi cơ tầm trung như Airbus A318/319/320/321, ATR-72, Embraer E190.
- Nhà ga hàng hóa Cảng hàng không quốc tế Nội Bài có tổng diện tích 44.000m2, có khả năng tiếp nhận những dòng máy bay chở hàng cỡ lớn như Antonov An-124 Ruslan, Boeing C-17 Globemaster III, Boeing 747-8F với công suất phục vụ theo thiết kế là 203.000 tấn hàng hóa/năm. Hiện tại có nhiều hãng hàng không chuyên chở hàng hóa lớn, thường xuyên sử dụng dịch vụ tại ga hàng hoá của Cảng hàng không quốc tê Nội Bài như: Asiana Cargo, Korean Air Cargo, China Airlines Cargo.
- Khu vực đón tiếp chuyên cơ phục vụ chuyến thăm ngoại giao hoạt động riêng biệt với các nhà ga, đây là nơi diễn ra các buổi lễ đón tiếp các quan chức, phái đoàn ngoại giao từ các quốc gia. Các chuyên cơ ngoại giao sẽ được ưu tiên cất/hạ cánh ở đường băng 11R. Khi có chuyên cơ chuẩn bị hạ cánh, mọi máy bay trên sân đỗ sẽ được lệnh tạm ngừng di chuyển cho tới khi chuyên cơ hạ cánh và rẽ vào khu vực đón tiếp. Khi chuyên cơ cất cánh, bộ phận kiểm soát không lưu cũng sẽ yêu cầu dành riêng đường lăn cho chuyến bay chuyên cơ, sau khi chuyên cơ rời khỏi đường lăn và cất cánh rời sân bay thì khu vực sân đỗ và đường lăn được trở lại hoạt động bình thường. Khu vực đỗ chuyên cơ sẽ được canh giữ cẩn mật bởi đội an ninh sân bay kết hợp cùng lực lượng công an khu vực. Ngoài ra, các chuyến bay phục vụ lãnh đạo, phái đoàn cấp cao của nhà nước Việt Nam khi sử dụng chuyên cơ cho các chuyến công du cũng sẽ sử dụng nhà ga này.

## Các hãng hàng không và điểm đến

### Vận chuyển hành khách
| Hãng hàng không               | Các điểm đến |
| ----------------------------- | --- |
| Aero Mongolia                 | Ulaanbaatar |
| AirAsia                       | Kuala Lumpur |
| Air China                     | Bắc Kinh–Thủ đô |
| Air Macau                     | Ma Cao |
| All Nippon Airways            | Tokyo–Narita |
| Asiana Airlines               | Seoul–Incheon |
| Bamboo Airways                | Quốc nội: Buôn Ma Thuột, Cà Mau, Cần Thơ, Chu Lai, Côn Đảo, Đà Lạt, Đà Nẵng, Điện Biên, Đồng Hới, Huế, Nha Trang, Phú Quốc, Pleiku, Quy Nhơn, Rạch Giá, Thành phố Hồ Chí Minh, Tuy Hòa, Vinh Quốc tế: Băng Cốc–Suvarnabhumi, Lệ Giang Thuê chuyến: Đài Nam, Ibaraki, Thiên Tân |
| Batik Air Malaysia            | Kuala Lumpur |
| Cambodia Angkor Air           | Phnôm Pênh, Siem Reap |
| Cathay Pacific                | Hồng Kông |
| Cebu Pacific                  | Manila |
| China Airlines                | Đài Bắc–Đào Viên |
| China Eastern Airlines        | Côn Minh, Thượng Hải–Phố Đông |
| China Southern Airlines       | Quảng Châu, Thâm Quyến |
| Chongqing Airlines            | Trùng Khánh |
| Emirates                      | Dubai |
| EVA Air                       | Đài Bắc–Đào Viên |
| Hong Kong Express Airways     | Hồng Kông |
| Hong Kong Airlines            | Hồng Kông |
| Hunnu Air                     | Ulaanbaatar |
| IndiGo                        | Kolkata |
| IrAero                        | Irkutsk |
| Japan Airlines                | Tokyo–Narita |
| Jeju Air                      | Seoul–Incheon |
| Korean Air                    | Seoul–Incheon |
| Lao Airlines                  | Luang Prabang, Viêng Chăn |
| Malaysia Airlines             | Kuala Lumpur |
| Myanmar Airways International | Yangon |
| Pacific Airlines              | Quốc nội: Đà Lạt, Đà Nẵng, Đồng Hới, Nha Trang, Thành phố Hồ Chí Minh Quốc tế: Băng Cốc–Suvarnabhumi |
| Philippine Airlines           | Manila |
| Qatar Airways                 | Doha |
| Scoot                         | Singapore |
| Shenzhen Airlines             | Thâm Quyến |
| Singapore Airlines            | Singapore |
| Starlux Airlines              | Đài Bắc–Đào Viên |
| Thai AirAsia                  | Băng Cốc–Don Mueang, Chiang Mai |
| Thai Airways International    | Băng Cốc–Suvarnabhumi |
| Thai Lion Air                 | Băng Cốc–Don Mueang |
| Turkish Airlines              | Istanbul |
| T'way Air                     | Daegu, Seoul–Incheon |
| VietJet Air                   | Quốc nội: Buôn Ma Thuột, Cần Thơ, Đà Lạt, Đà Nẵng, Đồng Hới, Huế, Nha Trang, Phú Quốc, Pleiku, Quy Nhơn, Tuy Hòa Quốc tế: Ahmedabad, Băng Cốc–Suvarnabhumi, Busan, Cao Hùng, Delhi, Denpasar, Đài Bắc–Đào Viên, Đài Trung, Fukuoka, Hồng Kông, Jakarta-Soekarno Hatta, Mumbai, Nagoya-Chubu, Osaka-Kansai, Phuket, Seoul–Incheon, Siem Reap, Singapore, Tokyo–Narita, Trương Gia Giới, Thuê chuyến: Yangyang |
| Vietnam Airlines              | Quốc nội: Buôn Ma Thuột, Cần Thơ, Chu Lai, Đà Lạt, Đà Nẵng, Điện Biên, Đồng Hới, Huế, Nha Trang, Phú Quốc, Pleiku, Quy Nhơn, Thành phố Hồ Chí Minh, Tuy Hòa, Vinh Quốc tế: Băng Cốc–Suvarnabhumi, Bắc Kinh–Thủ đô, Bắc Kinh–Đại Hưng, Busan, Cao Hùng, Delhi, Đài Bắc–Đào Viên, Frankfurt, Fukuoka, Hồng Kông, Kuala Lumpur, Luân Đôn–Heathrow, Luang Prabang, Ma Cao, Manila, Melbourne, Mumbai, Nagoya-Chubu, Osaka-Kansai, Paris-Charles de Gaulle, Seoul–Incheon, Siem Reap, Singapore, Sydney, Tokyo–Haneda, Tokyo–Narita, Quảng Châu, Thành Đô-Thiên Phủ, Thâm Quyến, Thượng Hải–Phố Đông, Viêng Chăn Thuê chuyến: Đại Liên, Ibaraki, Muan, Ninh Ba, Trùng Khánh |
| Vietravel Airlines            | Quốc nội: Đà Nẵng, Thành phố Hồ Chí Minh Quốc tế: Băng Cốc–Suvarnabhumi Thuê chuyến: Quy Nhơn |
| XiamenAir                     | Hạ Môn |

### Vận chuyển hàng hóa
| Hãng hàng không                      | Các điểm đến                                                                      |
| ------------------------------------ | --------------------------------------------------------------------------------- |
| Aerotranscargo                       | Dehli, Dubai-Al Maktoum, Hồng Kông                                                |
| AirBridgeCargo                       | Anchorage, Đài Bắc-Đào Viên, Hồng Kông, Moscow-Sheremetyevo (tất cả bị đình chỉ)  |
| Air Incheon                          | Seoul-Incheon                                                                     |
| Asiana Cargo                         | Seoul-Incheon, Singapore, Trùng Khánh                                             |
| Atlas Air                            | Dehli, Hồng Kông, Seoul-Incheon, Singapore, Anchorage (Sân bay quốc tế Anchorage) |
| Cargolux                             | Hồng Kông, Kuwait, Luxembourg, Đài Bắc (Sân bay quốc tế Đào Viên Đài Loan)        |
| Cardig Air                           | Jakarta-Soekarno Hatta, Thâm Quyến                                                |
| Cathay Cargo                         | Dhaka, Hồng Kông, Penang, Singapore, Delhi                                        |
| China Airlines Cargo                 | Đài Bắc-Đào Viên, Singapore                                                       |
| China Southern Cargo                 | Quảng Châu, Thành phố Hồ Chí Minh                                                 |
| DHL Aviation do DHL Air UK khai thác | Bahrain, East Midlands, Leipzig, Thâm Quyến                                       |
| Emirates SkyCargo                    | Auckland, Dubai-Al Maktoum                                                        |
| EVA Air Cargo                        | Đài Bắc-Đào Viên                                                                  |
| FedEx Express                        | Quảng Châu, Thành phố Hồ Chí Minh                                                 |
| Garuda Cargo                         | Jakarta-Soekarno Hatta                                                            |
| Hong Kong Air Cargo                  | Hồng Kông                                                                         |
| Jeju Air Cargo                       | Seoul-Incheon                                                                     |
| Korean Air Cargo                     | Dehli, Dhaka, Navoi, Penang, Seoul-Incheon, Vienna                                |
| K-Mile Air                           | Bangkok-Suvarnabhumi, Hồng Kông                                                   |
| Longhao Airlines                     | Trịnh Châu                                                                        |
| Lufthansa Cargo                      | Frankfurt, Mumbai                                                                 |
| MASkargo                             | Kuala Lumpur                                                                      |
| Qatar Cargo                          | Doha                                                                              |
| SF Airlines                          | Vũ Hán, Hàng Châu                                                                 |
| SpiceXpress                          | Dehli                                                                             |
| Turkish Cargo                        | Dehli, Istanbul, Tehran-Imam Khomeini                                             |
| Turkmenistan Airlines                | Ashgabat                                                                          |
| UPS Airlines                         | Anchorage, Hồng Kông, Louisville, Singapore, Seoul                                |

## Thống kê sản lượng hành khách và tấn suất các chuyến bay
| Năm  | Hành khách | % Chênh lệch | Hàng hoá (tấn) | % Chênh lệch | Chuyến bay | % Chênh lệch |
| ---- | ---------- | ------------ | -------------- | ------------ | ---------- | ------------ |
| 2013 | 12,847,056 | N/A          | 352,322        | N/A          | 89,835     | N/A          |
| 2014 | 14,190,675 | 10.6         | 405,407        | 16.4         | 100,864    | 12.3         |
| 2015 | 17,213,715 | 19.85        | 478,637        | 18.1         | 119,330    | N/A          |
| 2016 | 20,596,632 | 19.65        | 566,000        | 18.2         | N/A        | N/A          |
| 2017 | 23,824,400 | 15.7         | 712,677        | 25.99        | N/A        | N/A          |
| 2018 | 25,908,048 | 8.7          | 728,414        | 8.7          | 164,668    | N/A          |
| 2019 | 29,304,631 | 13.1         | 708,580        | 2.7          | N/A        | N/A          |

| Vị trí | Điểm đến                             | Tần suất (hàng tuần) |
| ------ | ------------------------------------ | -------------------- |
| 1      | Seoul-Incheon                        | 108                  |
| 2      | Singapore                            | 75                   |
| 3      | Băng Cốc (Don Mueang + Suvarnabhumi) | 64                   |
| 4      | Đài Bắc-Đào Viên                     | 46                   |
| 5      | Kuala Lumpur                         | 44                   |
| 6      | Tokyo (Haneda + Narita)              | 42                   |
| 7      | Quảng Châu                           | 32                   |
| 8      | Hồng Kông                            | 31                   |
| 9      | Busan                                | 28                   |
| 10     | Siem Reap                            | 19                   |

| Vị trí | Điểm đến              | Tần suất (hàng tuần) |
| ------ | --------------------- | -------------------- |
| 1      | Thành phố Hồ Chí Minh | 475                  |
| 2      | Đà Nẵng               | 320                  |
| 3      | Nha Trang             | 102                  |
| 4      | Phú Quốc              | 69                   |
| 5      | Đà Lạt                | 48                   |
| 6      | Cần Thơ               | 42                   |
| 7      | Huế                   | 40                   |
| 8      | Quy Nhơn              | 36                   |
| 9      | Buôn Ma Thuột         | 24                   |
| 10     | Pleiku                | 21                   |

## Quy hoạch đường cất hạ cánh số 3
Theo Quyết định số 590/QĐ-TTG của Thủ tướng Chính phủ về việc Phê duyệt Điều chỉnh Quy hoạch Cảng hàng không Quốc tế Nội Bài-thành phố Hà Nội giai đoạn đến năm 2020 và định hướng sau năm 2020 ngày 20 tháng 8 năm 2008, ngoài các hạng mục quy hoạch tầm nhìn tới 2020 mà hiện nay cơ bản đã hoàn thành như bổ sung đường cất hạ cánh thứ 2 (đường băng 1B) dài 3800 m, hệ thống đường lăn, nhà khách VIP, nhà ga Quốc tế T2, còn có những hạng mục khác nhằm đáp ứng tiêu chuẩn sân bay cấp 4F theo phân cấp của ICAO. Đặc biệt trong đó là việc xây dựng mới đường cất hạ cánh thứ 3 (đường băng số 2A) kích thước 4000 x 60 m; và các nhà ga hành khách T3, T4.
Ngày 14 tháng 7 năm 2015 Cục Hàng không Việt Nam báo cáo Bộ Giao thông Vận tải về phương án xây dựng đường cất, hạ cánh thứ 3 tại Cảng hàng không Quốc tế Nội Bài. Theo Cục trưởng Cục Hàng không Việt Nam Lại Xuân Thanh, việc xây dựng thêm đường cất hạ cánh số 3 này nhằm để đảm bảo tổng công suất thông qua cảng sau năm 2020 đạt 50 triệu hành khách/năm theo đúng quy hoạch được duyệt tại Quyết định số 590 của Thủ tướng Chính phủ. Trong báo cáo này, Cục Hàng không Việt Nam đưa ra ba phương án:
1. Phương án 1 xây dựng đường cất hạ cánh số 3 cùng các công trình kỹ thuật như nhà ga hành khách, sân đỗ, đường lăn và các công trình phụ trợ về phía Nam của cảng hiện nay, cách đường cất hạ cánh số 1A là 1.700m, cách đường cất hạ cánh 1B là 1.950m, đảm bảo phương án hai đường hoạt động song song độc lập là 1A với đường số 3 (hoặc 1B với đường số 3). Ước tính tổng mức đầu tư 75.987 tỷ đồng, trong đó công tác giải phóng mặt bằng lên tới gần 40.800 tỷ đồng.[12] Đây là phương án phù hợp nhất với quyết định số 590/QĐ-TTG của Thủ tướng Chính phủ.
2. Phương án 2 xây dựng đường cất hạ cánh số 3 về phía Bắc và khu vực nhà ga, sân đỗ tàu bay đồng bộ phía Tây của Cảng Nội Bài, cách đường số 1B (11R-29L) 1.035m, cách đường cất hạ cánh 1A 785m, thuộc địa phận các xã Quang Tiến, Mai Đình, Phú Minh, huyện Sóc Sơn, Hà Nội (đảm bảo hoạt động song song, độc lập với đường số 1B). Sân bay Nội Bài sẽ có 2 đường băng cho phép cất hạ cánh đồng thời, còn đường cất hạ cánh 1A được chuyển thành đường lăn. Tổng kinh phí đầu tư ước tính khoảng 38.802 tỷ đồng.
3. Phương án 3 xây dựng đường cất hạ cánh số 3 về phía Bắc có vị trí tương tự như phương án 2, nhưng cấu hình khu bay được xác định gồm ba đường cất hạ cánh, trong đó có hai đường cất hạ cánh hoạt động song song độc lập là 1B với đường thứ 3. Đường 1A hoạt động song song phụ thuộc với hai đường còn lại. Ở phương án này, khu vực nhà ga hành khách sẽ được xây dựng ở vị trí tiếp giáp phía Bắc đường Võ Văn Kiệt, phía Đông của cảng Nội Bài. Hệ thống sảnh chờ bố trí giữa đường cất hạ cánh 1A và đường thứ 3.[11] Tổng kinh phí 41.800 tỷ đồng.

Trong ba phương án nói trên, Cục Hàng không xác định phương án 2 là tối ưu.

## Đánh giá
Sân bay Quốc tế của Hà Nội được Skytrax xếp hạng trong nhóm 100 những sân bay tốt nhất thế giới vào vị trí 86/100. Có được những thành công như vậy là nhờ vào sự cải tiến dịch vụ của cảng hàng không Quốc tế Nội Bài. Cụ thể hơn, hành khách đi máy bay sẽ được sử dung hàng loạt dịch vụ tiện ích tại các nhà ga hành khách như cây nước uống miễn phí, kiosk Internet, xe shuttle bus miễn phí phục vụ khách nối chuyến, xe điện miễn phí phục vụ hành khách khuyết tật, các điểm sạc pin điện thoại miễn phí... Trong đó nổi bật nhất là việc khai thác nhà ga T2 vào năm 2015 và được coi là "nhà ga lớn nhất, hiện đại nhất Việt Nam, đã cải thiện cơ bản về hạ tầng với CHK Quốc tế Nội Bài".

## Công tác phòng chống dịch bệnhCovid-19tại sân bay
Ngày 21/1/2020, đoàn công tác của Bộ Y tế do ông Đặng Quang Tấn, Phó Cục trưởng phụ trách Cục Y tế dự phòng làm trưởng đoàn và lãnh đạo Trung tâm kiểm soát bệnh tật TP. Hà Nội, đã kiểm tra công tác phòng chống dịch bệnh tại Cảng Hàng không Quốc tế Nội Bài.
Sân bay có 4 máy kiểm tra thân nhiệt, trong đó 2 máy ở khu vực Quốc tế đến và 2 máy ở khu vực Quốc tế đi. Đồng thời, 2 máy kiểm tra thân nhiệt dự phòng để thay thế khi các máy trục trặc.
Từ 5/2/2020, nhà ga T1 Nội Bài sẽ lắp đặt thêm máy đo thân nhiệt, hoạt động 24/7, để kiểm soát hành khách đi trên các chặng bay nội địa, đảm bảo không lọt hành khách nào có dấu hiệu sốt; bố phòng cách ly để sử dụng khi cần thiết.
Theo Phó giám đốc cảng hàng không Quốc tế Nội Bài Nguyễn Huy Dương, mặc dù trong tình hình dịch bệnh song lượng hành khách qua cảng vẫn khá cao với gần 100.000 hành khách, hơn 600 chuyến bay cất hạ cánh mỗi ngày. Hiện các chuyến bay giữa Việt Nam và Trung Quốc đại lục đã tạm dừng hoạt động, song việc kiểm soát dịch bệnh tiêm phổi vẫn được tăng cường.
Toàn bộ nhân viên sân bay Nội Bài đều đeo khẩu trang trong thời gian làm việc, một số bộ phận bắt buộc đeo găng tay bảo hộ. Khoảng 70 - 80% hành khách đến sân bay sử dụng khẩu trang.
Các đơn vị sân bay và Trung tâm kiểm soát bệnh tật Hà Nội đã xây dựng quy chế phối hợp, xử lý tình huống hành khách có dấu hiệu bị sốt trên máy bay, từ khâu đón khách, kiểm tra và cách ly; thu thập thông tin, yêu cầu khai báo y tế và phun thuốc khử trùng máy bay.
Cảng Hàng không Quốc tế Nội Bài bố trí một số điểm cấp phát miễn phí khẩu trang y tế dành cho hành khách (2 điểm cạnh thang máy - khu vực công cộng, khu C, nhà ga T1; 1 điểm tại khu A, Quốc tế đến Nhà ga T2).
Từ ngày 10/7/2021, Trung tâm Y tế huyện Sóc Sơn (Hà Nội) cung cấp dịch vụ test nhanh Covid-19 tại sân bay Nội Bài. Hành khách có thể đến đăng kí làm xét nghiệm từ 7h đến 17h mỗi ngày bắt đầu từ ngày 10/7/2021 tại khu vực trước quầy từ A28-A32 nhà ga Quốc nội sân bay Nội Bài. Chi phí cho dịch vụ test nhanh Covid-19 tại sân bay Nội Bài được niêm yết theo mức công bố của Bộ Y tế là 238,000 đồng/lần, có kết quả sau 30 phút.

## Hình ảnh

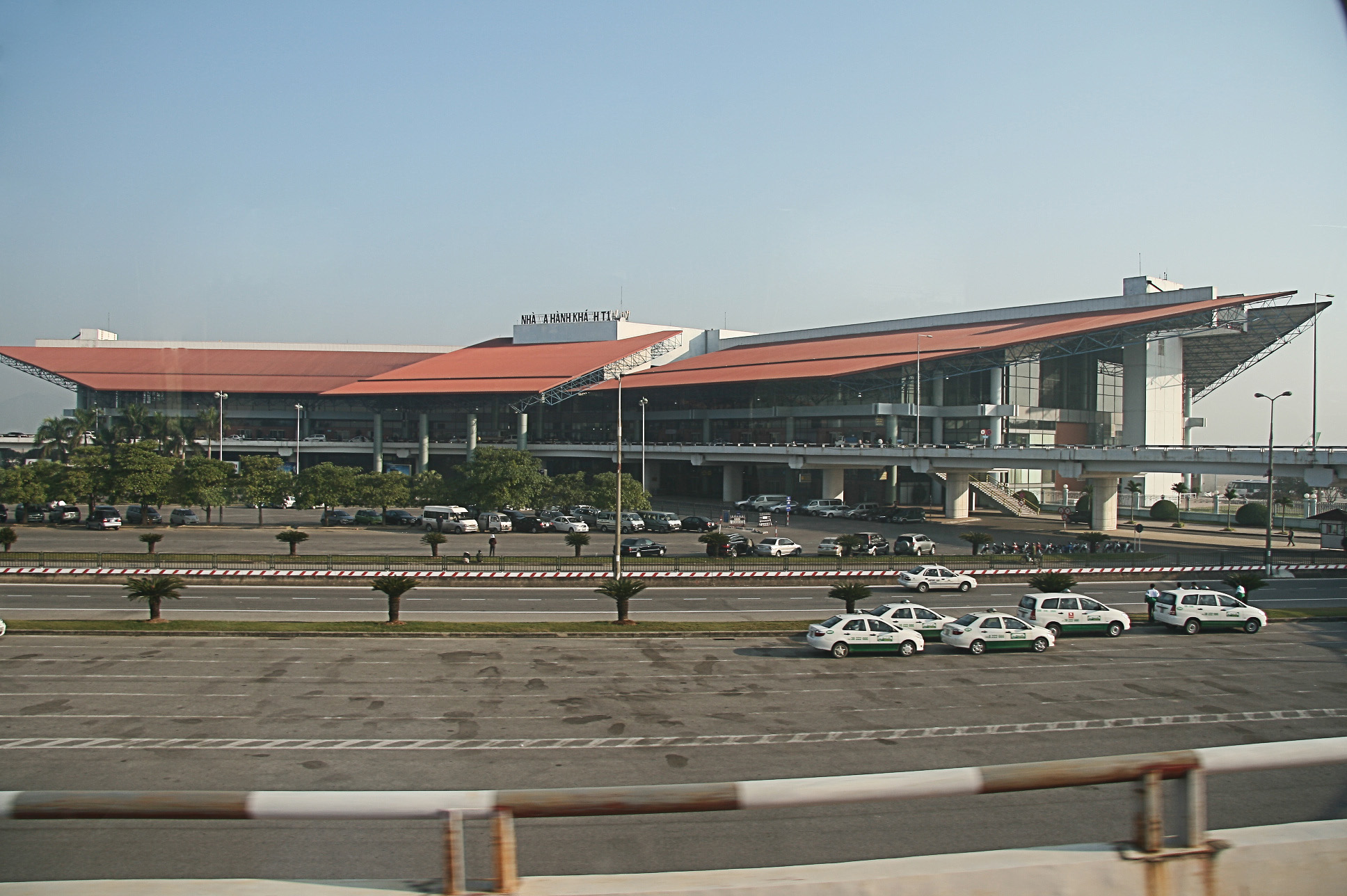
Toàn cảnh phía trước nhà ga T1
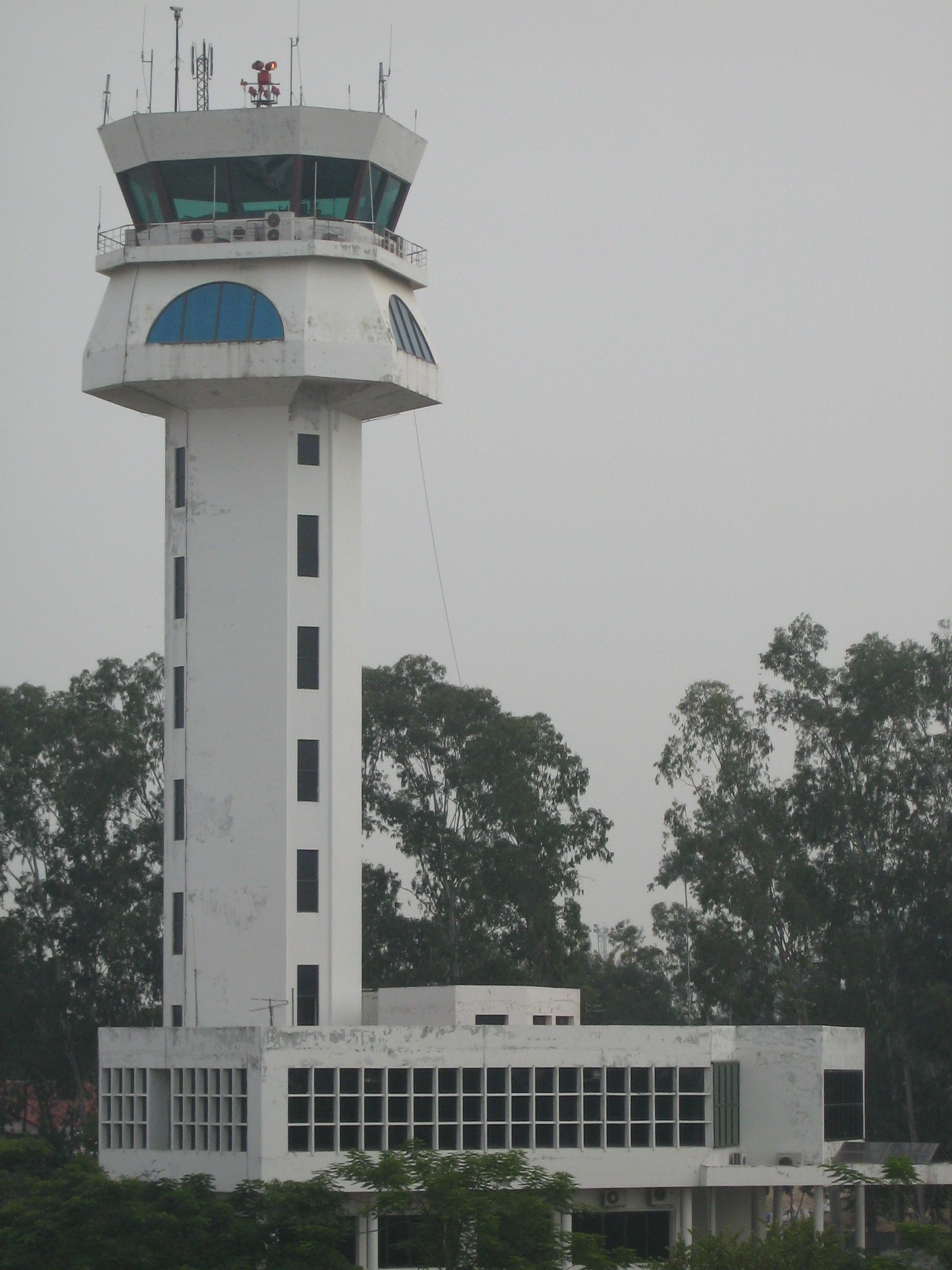
Đài không lưu sân bay Nội Bài trước khi được xây dựng mới
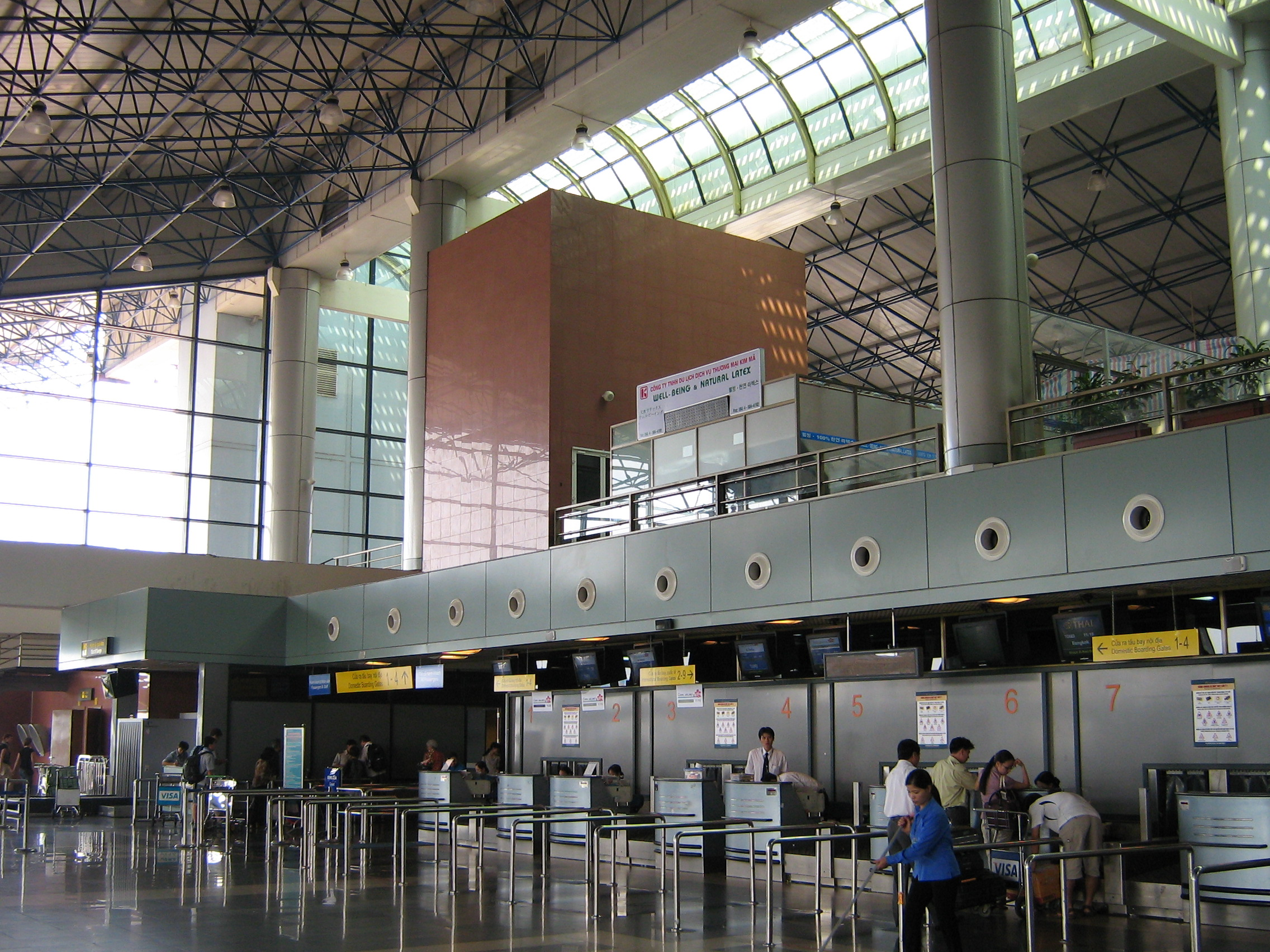
Khu vực check-in
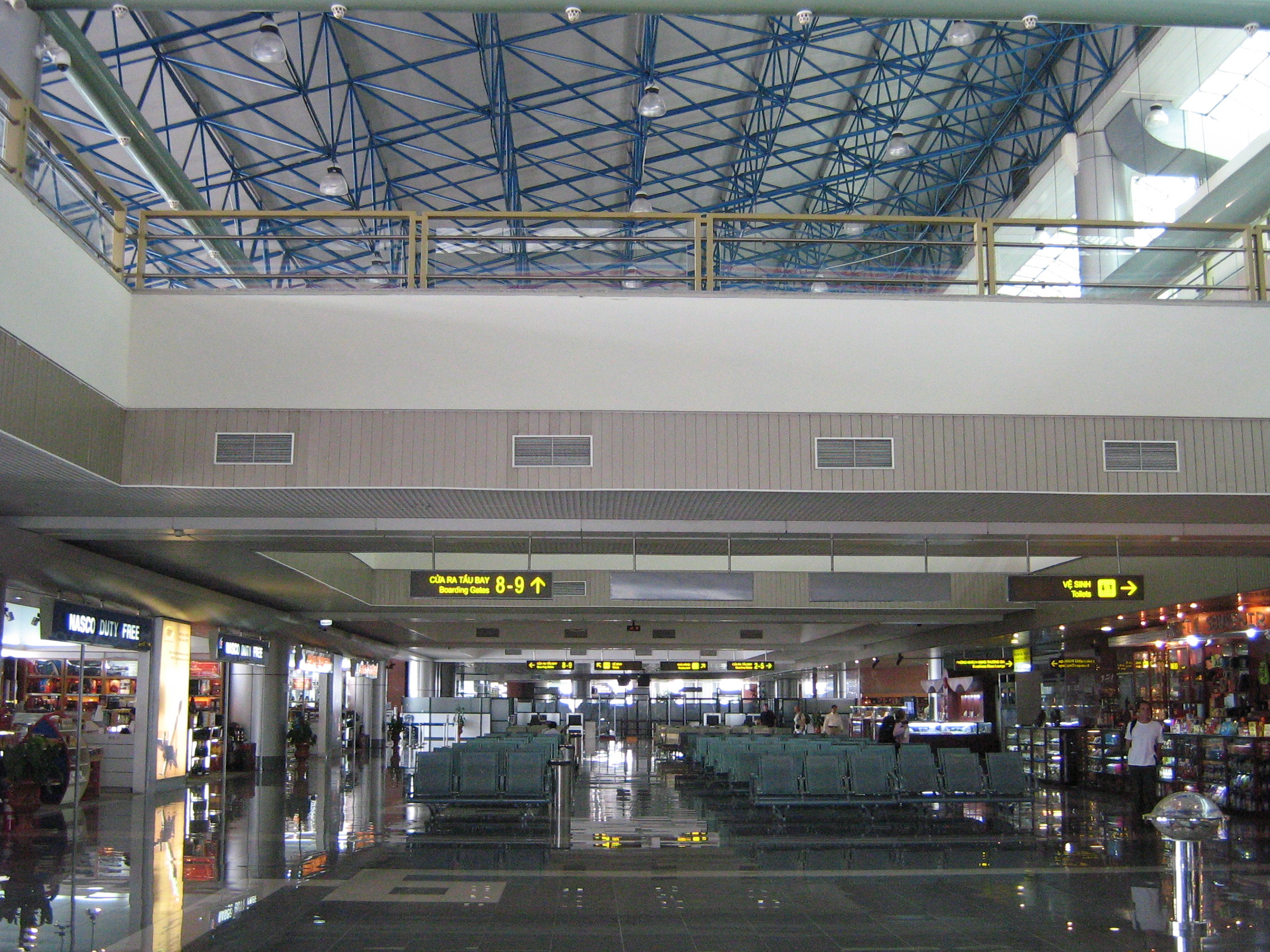
Khu vực đi
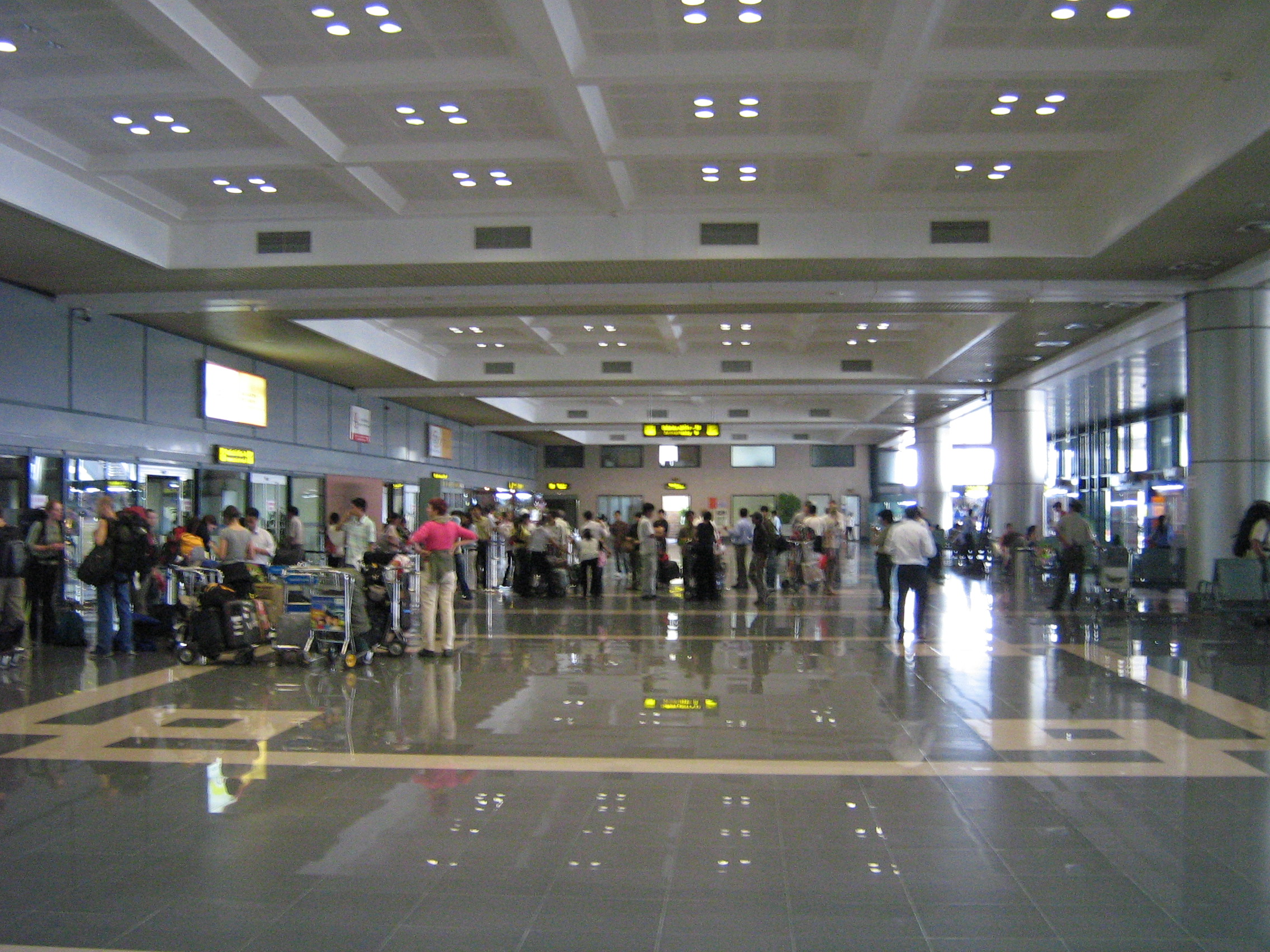
Khu vực đến
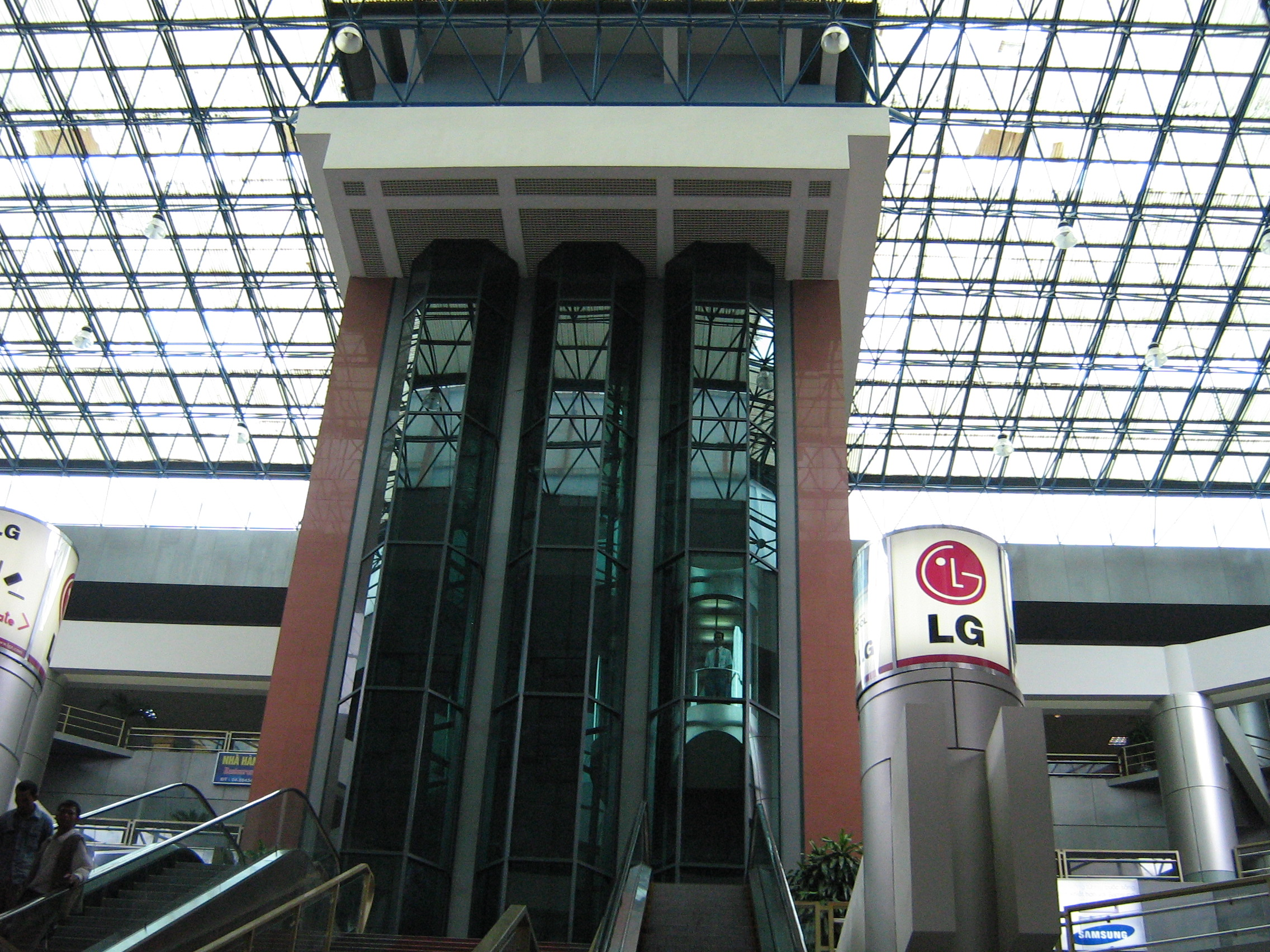
Cầu thang vận chuyển chính giữa nhà ga
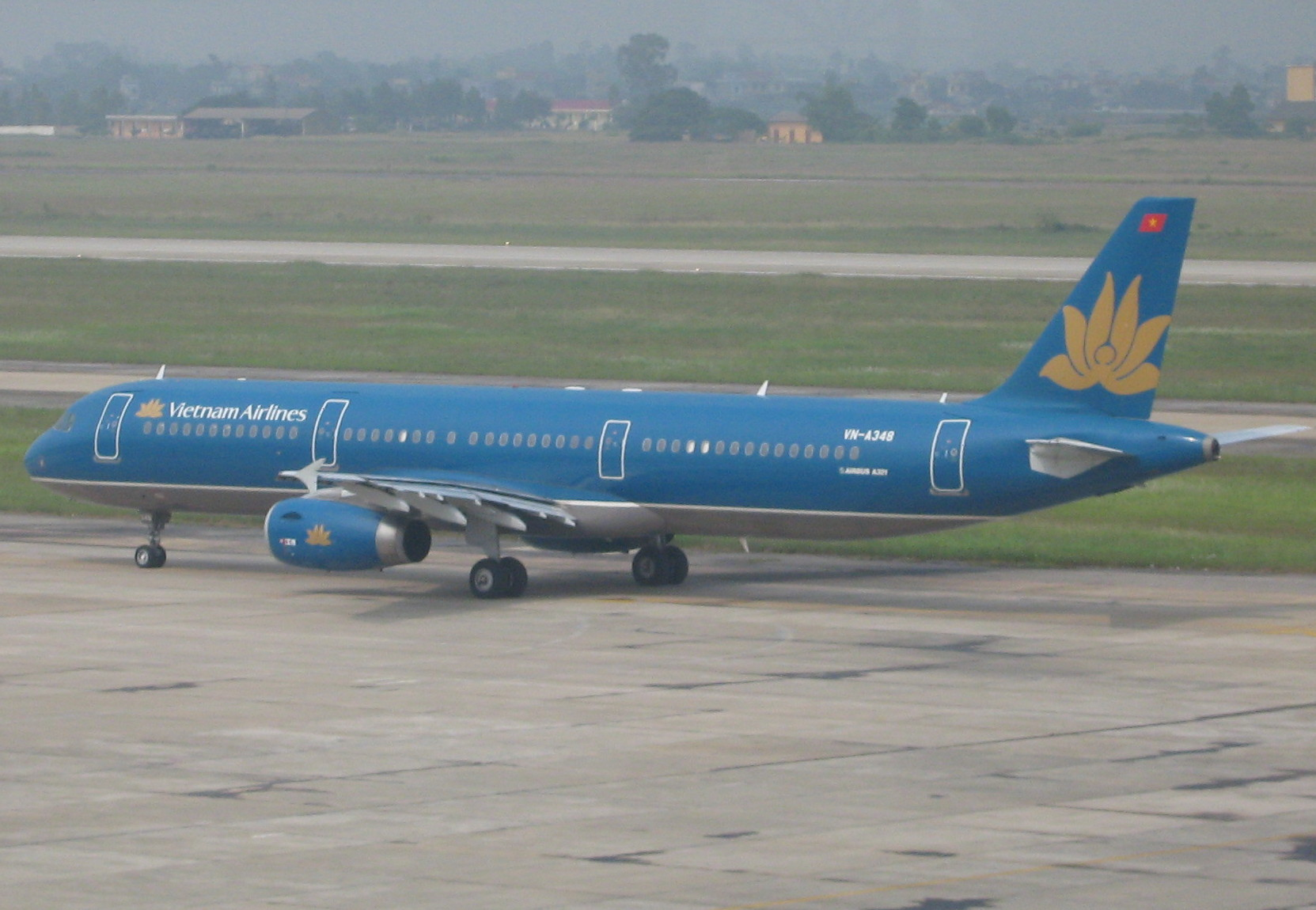
Một chiếc Airbus A321 tại sân bay Nội Bài của Vietnam Airlines
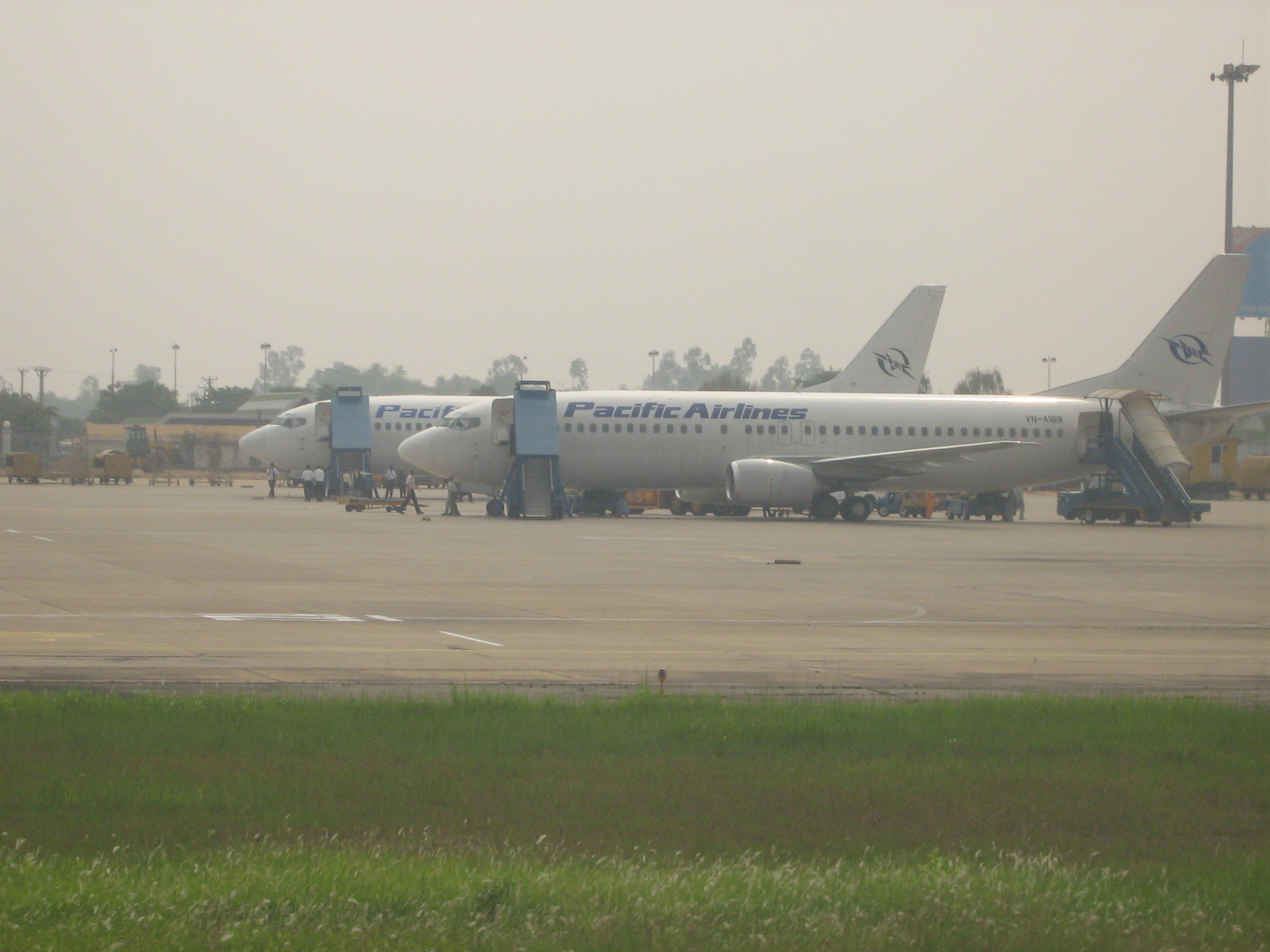
Một chiếc máy bay của Jetstar Pacific tại sân bay Nội Bài
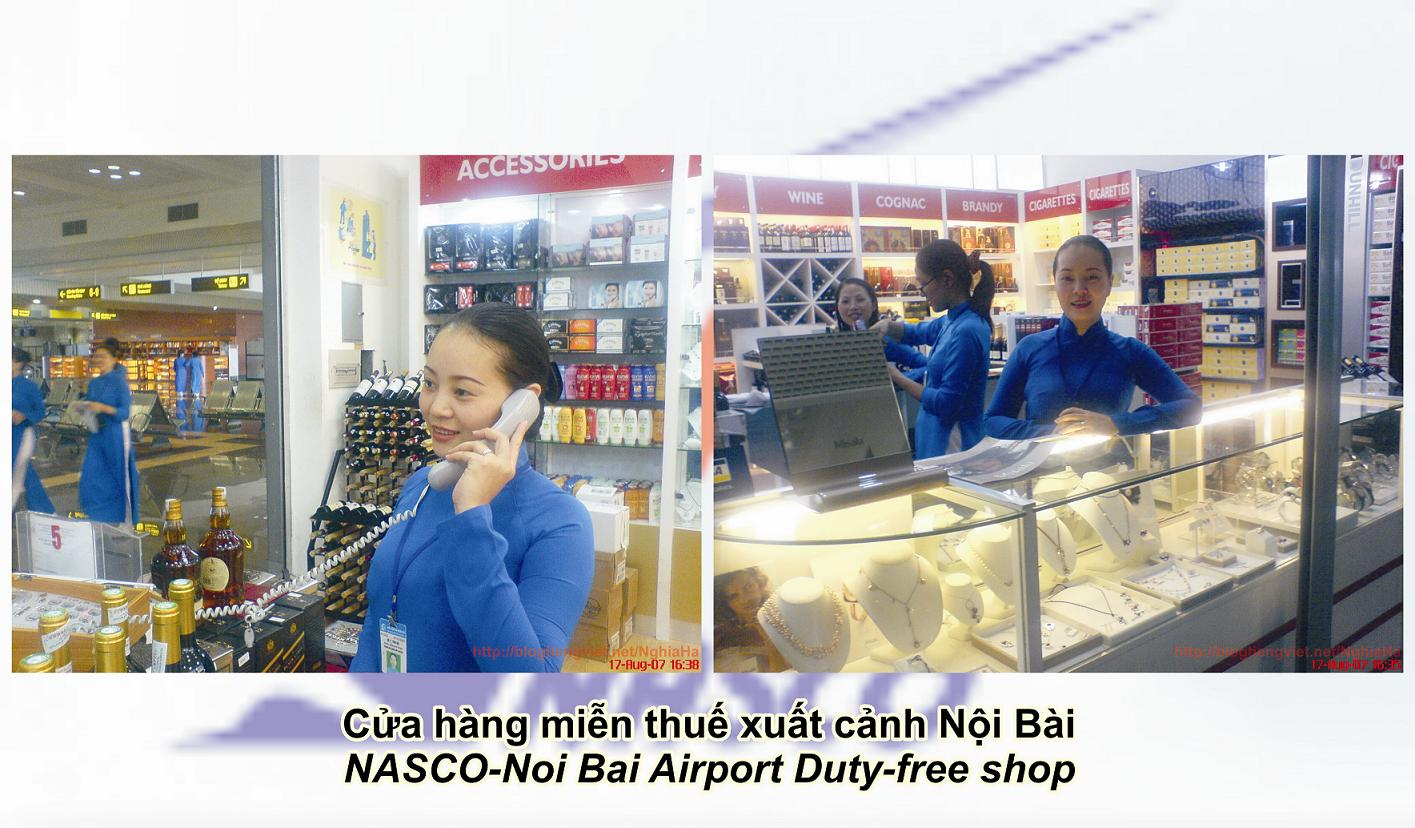
Quầy hàng lưu niệm bên trong sân bay
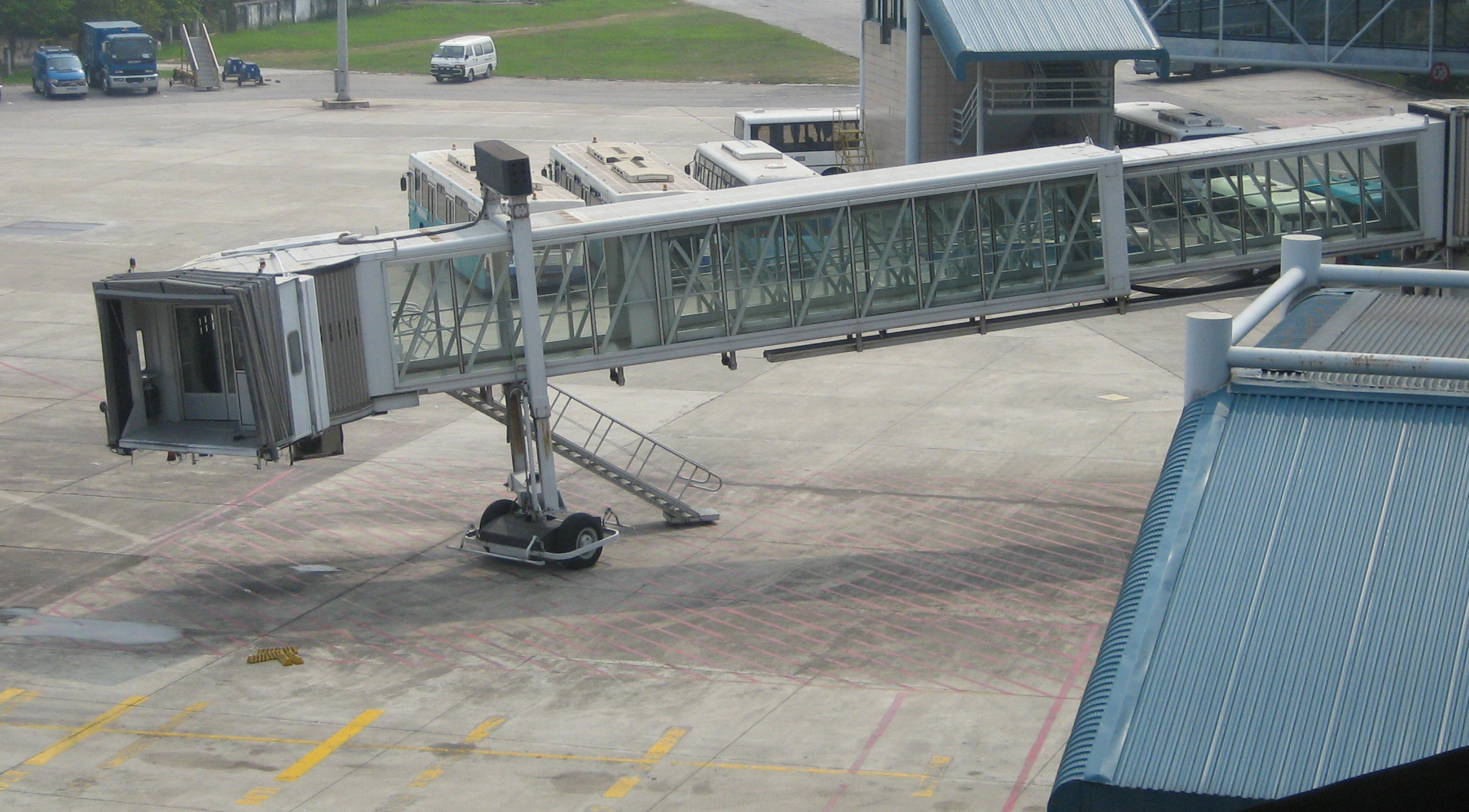
Cửa ra máy bay
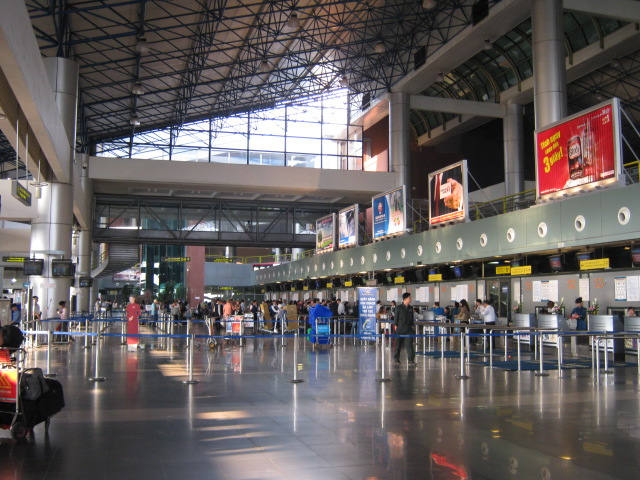
Phong cảnh nhà khách sân bay Nội Bài
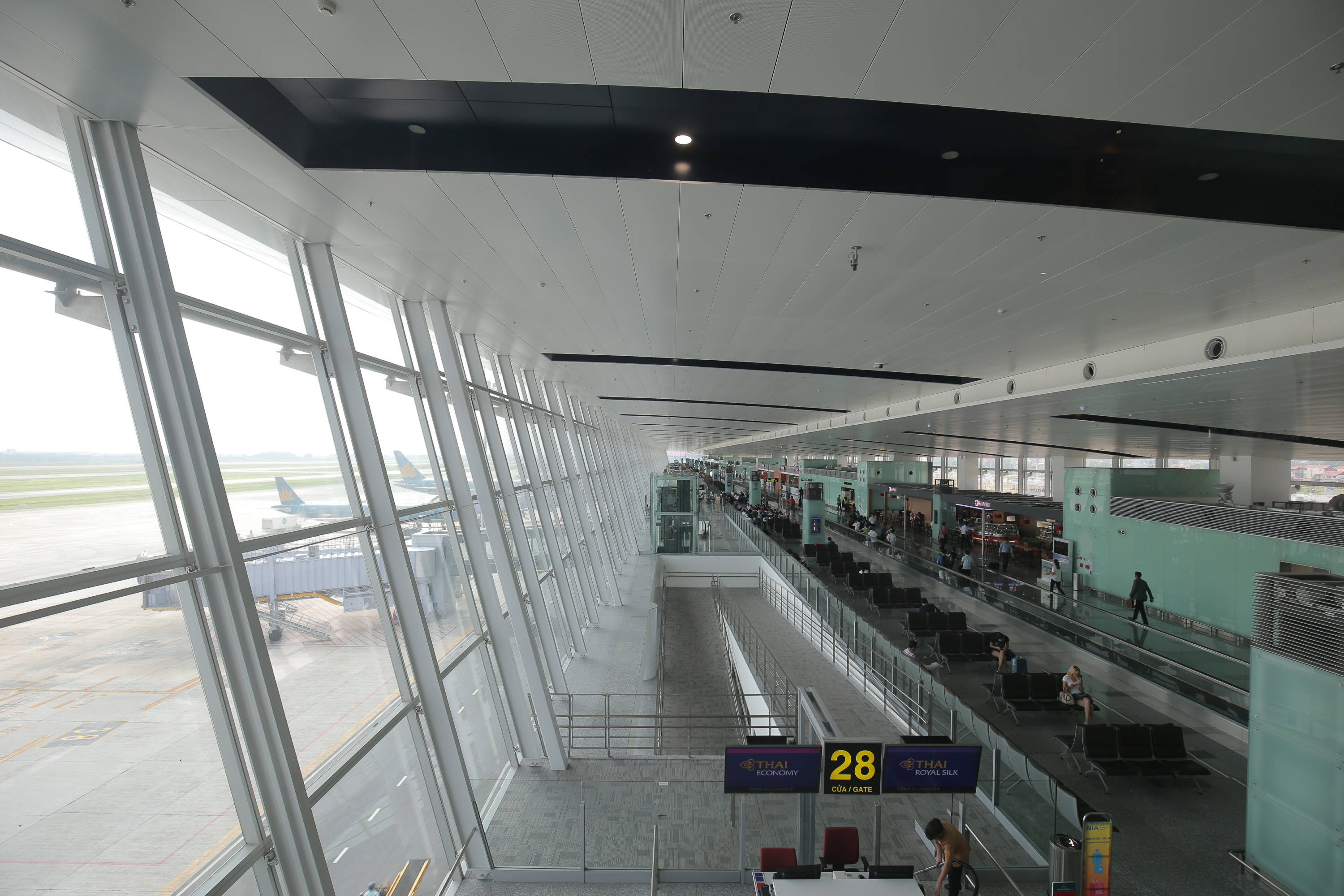
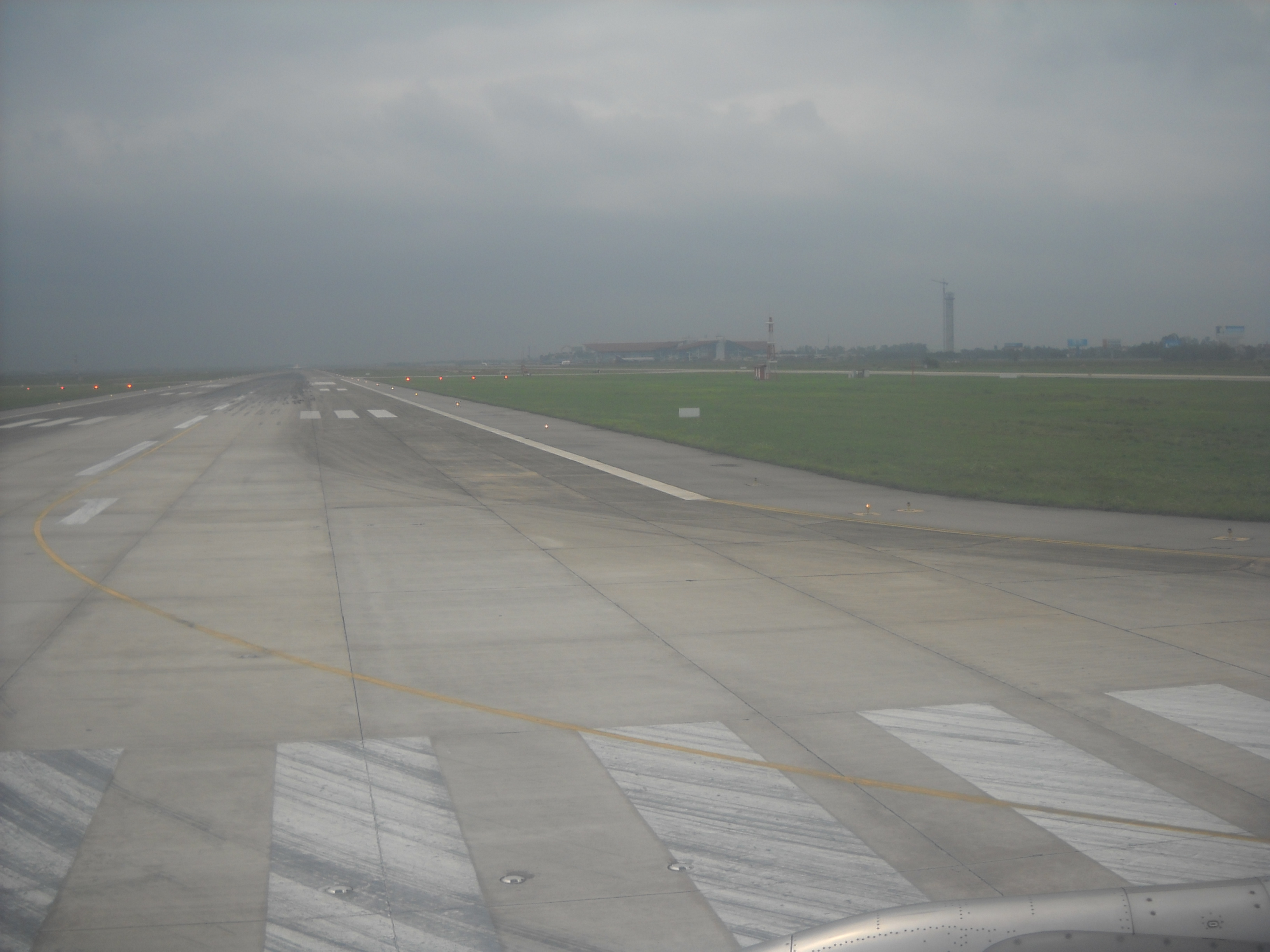
Đường băng sân bay Nội Bài
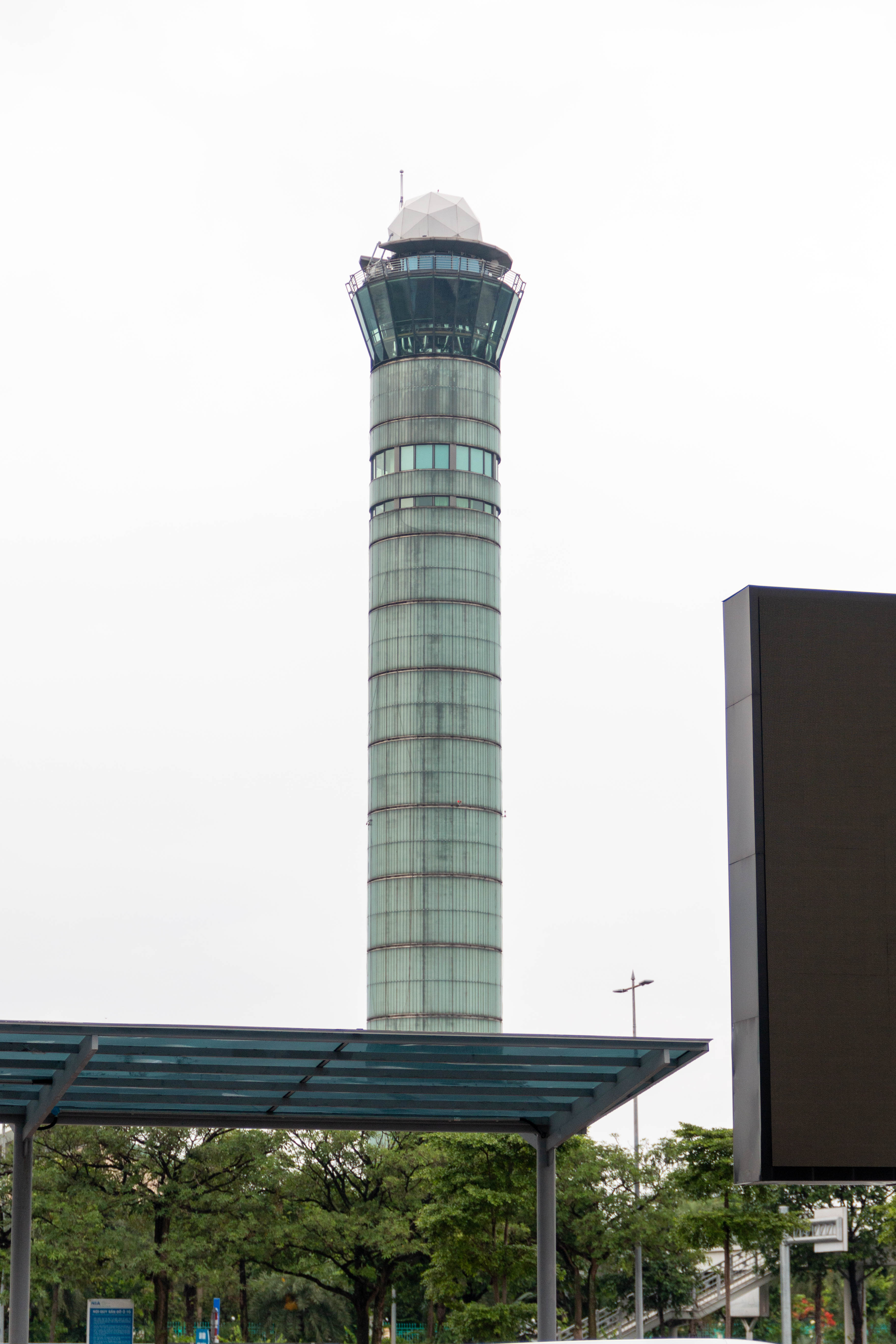
Tháp kiểm soát không lưu ở sân bay Nội Bài